# Le avventure di Lucio Battisti e Mogol
Le avventure di Lucio Battisti e Mogol è un cofanetto composto da 3 CD uscito il 26 novembre 2004.

## Il disco
Annunciata dalla BMG a fine settembre 2004, l'origine della raccolta fu un'indagine di mercato secondo la quale Battisti costituiva l'artista più richiesto dal pubblico.
Questa compilation segnò un punto di svolta nelle pubblicazioni su Battisti: per la prima volta, infatti, venivano pubblicati dei brani inediti (Vendo casa, La spada nel cuore e Le formiche) in maniera legale e autorizzata. Nonostante ciò, la raccolta fu duramente criticata per l'ordine non cronologico dei brani e le attribuzioni dei brani e date nel libretto interno apparentemente sbagliate o quantomeno non corredate di opportune spiegazioni.
Il cofanetto ha avuto un seguito: Le avventure di Lucio Battisti e Mogol 2, pubblicato nel 2005.

### Successo
La compilation ebbe un notevole successo: fu il 12º album più venduto del 2005, con circa 350 000 cofanetti venduti.

### Ritiro dal commercio
In seguito ad una causa intentata dalle edizioni musicali Acqua azzurra, di cui è azionista di maggioranza la vedova di Battisti Grazia Letizia Veronese, nel novembre 2011 la Sony Music è stata costretta a ritirare dal mercato le copie ancora in commercio di questo cofanetto e di Le avventure di Lucio Battisti e Mogol 2. Il punto di diritto verteva sulla presenza, all'interno dei libretti, dei testi delle canzoni (di proprietà delle edizioni musicali) per i quali non era stata chiesta l'autorizzazione.

## Brani
Tutti i brani sono di Battisti-Mogol, tranne dove specificato.
| 1. Vendo casa 2. La spada nel cuore (Donida-Mogol) 3. Le formiche 4. Io vivrò (senza te) 5. Non è Francesca 6. Balla Linda 7. Un'avventura 8. 29 settembre 9. Acqua azzurra, acqua chiara 10. Mi ritorni in mente 11. 7 e 40 12. Nel cuore, nell'anima 13. Per una lira 14. Dieci ragazze 15. Anna 16. Dio mio no 17. Emozioni 18. Fiori rosa, fiori di pesco 19. Anche per te | 1. Pensieri e parole 2. Il tempo di morire 3. La canzone del sole 4. Io vorrei... non vorrei... ma se vuoi 5. Comunque bella 6. ... e penso a te 7. I giardini di marzo 8. Il mio canto libero 9. Innocenti evasioni 10. Il nostro caro angelo 11. La collina dei ciliegi 12. Ma è un canto brasileiro 13. Io ti venderei 14. Respirando 15. Un uomo che ti ama | 1. Ancora tu 2. Amarsi un po' 3. Sì, viaggiare 4. Neanche un minuto di "non amore" 5. Una donna per amico 6. Aver paura d'innamorarsi troppo 7. Nessun dolore 8. Al cinema 9. Donna selvaggia donna 10. Prendila così 11. Perché no 12. Gelosa cara 13. Una giornata uggiosa 14. Arrivederci a questa sera 15. Con il nastro rosa 16. Orgoglio e dignità |